# Thị trưởng Chính phủ Nhân dân thành phố Bắc Kinh
Thị trưởng Chính phủ Nhân dân thành phố Bắc Kinh (Tiếng Trung Quốc: 北京市人民政府市长, Bính âm Hán ngữ: Běijīng shì Rénmín Zhèngfǔ Shì zhǎng, Từ Hán - Việt: Bắc Kinh thị Nhân dân Chính phủ Thị trưởng) được bầu cử bởi Đại hội Đại biểu Nhân dân thành phố Bắc Kinh, lãnh đạo bởi thành viên của Đảng Cộng sản Trung Quốc. Cán bộ, công chức lãnh đạo, là Thị trưởng Chính phủ Nhân dân thành phố Bắc Kinh có cấp bậc Chính Tỉnh - Chính Bộ, hàm Bộ trưởng, thường là Ủy viên Ủy ban Trung ương Đảng Cộng sản Trung Quốc các khóa, chức vụ tên gọi khác của Tỉnh trưởng Chính phủ Nhân dân. Thị trưởng Chính phủ Nhân dân thành phố là lãnh đạo thứ hai của thành phố, đứng sau Bí thư Thành ủy. Thị trưởng Chính phủ Nhân dân thành phố Bắc Kinh đồng thời là Phó Bí thư Thành ủy thành phố Bắc Kinh.
Trong lịch sử Cộng hòa Nhân dân Trung Hoa, chức vụ Thị trưởng Chính phủ Nhân dân thành phố Bắc Kinh có các tên gọi là Thị trưởng Chính phủ Nhân dân thành phố Bắc Kinh (1949 - 1955), Thị trưởng Ủy ban Nhân dân thành phố Bắc Kinh (1955 - 1967), Chủ nhiệm Ủy ban Cách mạng thành phố Bắc Kinh (1968 - 1979), và Thị trưởng Chính phủ Nhân dân thành phố Bắc Kinh (1979 đến nay). Tất cả các tên gọi này dù khác nhau nhưng cùng có ý nghĩa là Thủ trưởng Hành chính Bắc Kinh, tương ứng với Tỉnh trưởng Chính phủ Nhân dân.
Thị trưởng Chính phủ Nhân dân thành phố Bắc Kinh hiện tại là Trần Cát Ninh.

## Lịch sử

### Thủ trưởng thủ đô thời đầu

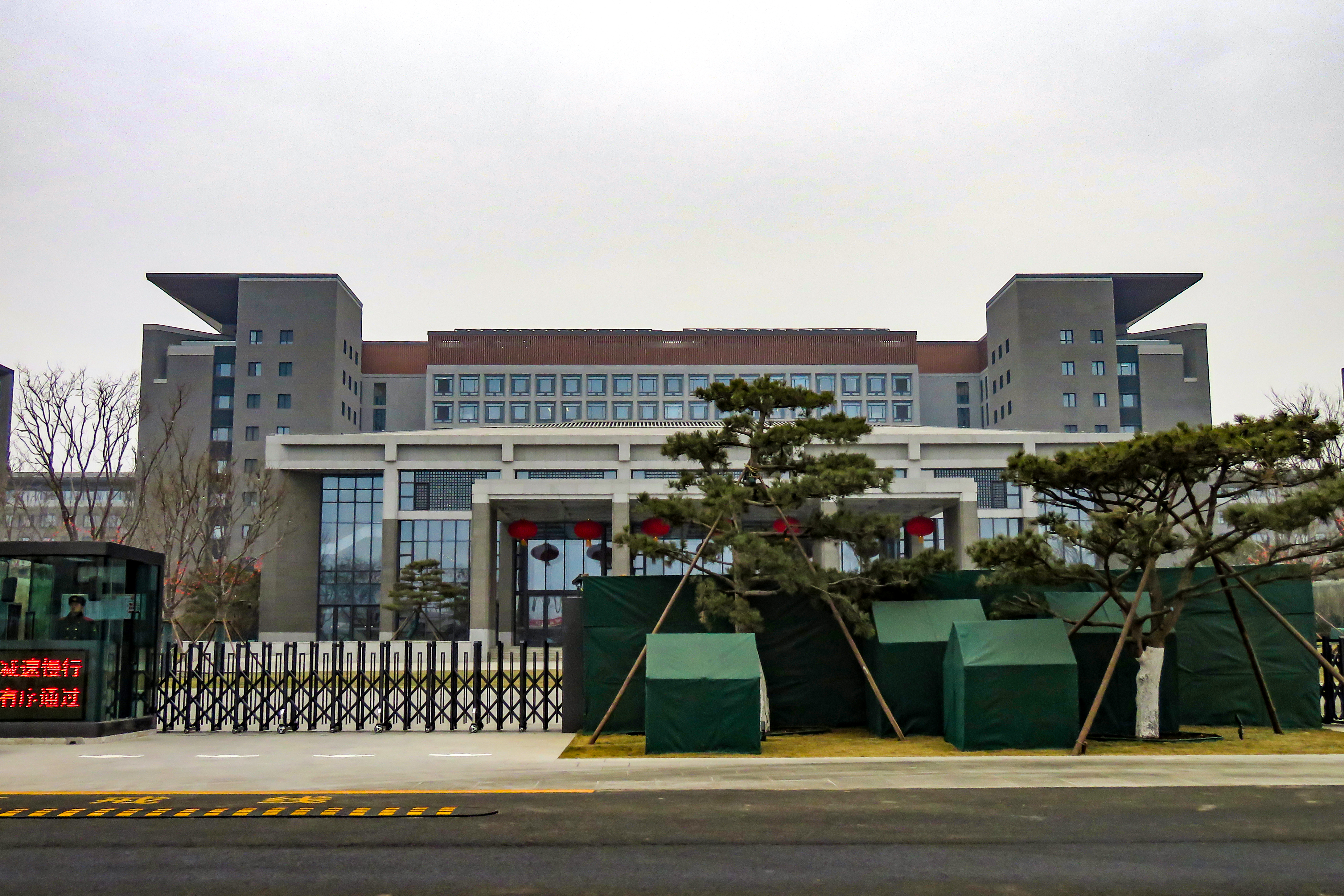
Trụ sở Chính phủ Bắc Kinh.

Những ngày trước năm 1949, tên gọi của thành phố là Bắc Bình (北平; bính âm: Běipíng; Wade-Giles: Pei-p'ing). Cơ quan hành chính thành phố lần lượt đổi tên là Phủ Thuận Thiên, trong thời Nhà Minh, Nhà Thanh, Đại Thuận và Trung Hoa Dân Quốc. Vào giai đoạn 1948 – 1949, Chính phủ Nhân dân Hoa Bắc được thành lập, Chủ tịch Đổng Tất Vũ với mục tiêu kiểm soát Hoa Bắc. Vào ngày 01 tháng 1 năm 1949, dưới sự chỉ huy của Bộ Tư lệnh Mặt trận Bình Tân, Ủy ban Kiểm soát Quân sự thành phố Bắc Bình của Giải phóng quân cùng với Chính phủ Nhân dân thành phố Bắc Bình được thành lập, Thị trưởng đầu tiên là Diệp Kiếm Anh, cho đến tháng 9 cùng năm. Thời gian này, Giải phóng quân đã chiếm được thành phố một cách yên bình vào ngày 31 tháng 1 năm 1949 trong chiến dịch Bình Tân. Tháng 9 năm 1949, Diệp Kiếm Anh rời Bắc Bình, tới Quảng Đông chỉ huy chiến dịch, Nhiếp Vinh Trăn giữ chức vụ Thị trưởng Bắc Bình. Vào ngày 27 tháng 9 năm 1949, phiên họp toàn thể đầu tiên của Hội nghị Hiệp thương Chính trị Nhân dân Trung Quốc đã quyết định đổi tên Bắc Bình thành Bắc Kinh, và Chính phủ Nhân dân Bắc Bình được đổi tên thành Chính phủ Nhân dân Bắc Kinh, Hiến pháp Trung Quốc tạm thời cũng được ban hành vào ngày 29. Ngày 01 tháng 10 cùng năm, Mao Trạch Đông đã tuyên bố thành lập Cộng hòa Nhân dân Trung Hoa từ trên đỉnh Thiên An Môn, đặt thủ đô Bắc Kinh. Thị trưởng, Phó Thị trưởng, và các Ủy viên Chính phủ Bắc Kinh đã được bầu bởi Đại hội Đại biểu Nhân dân thành phố Bắc Kinh lần đầu tiên, tổ chức từ ngày 20 đến 22 tháng 11 năm 1949, thành lập Chính phủ Bắc Kinh, Nhiếp Vinh Trăn tiếp tục giữ chức. Vào ngày 09 tháng 12, Thị trưởng, Phó Thị trưởng Bắc Kinh và các Ủy viên tuyên bố nhậm chức và Chính quyền Nhân dân thành phố Bắc Kinh chính thức được thành lập.

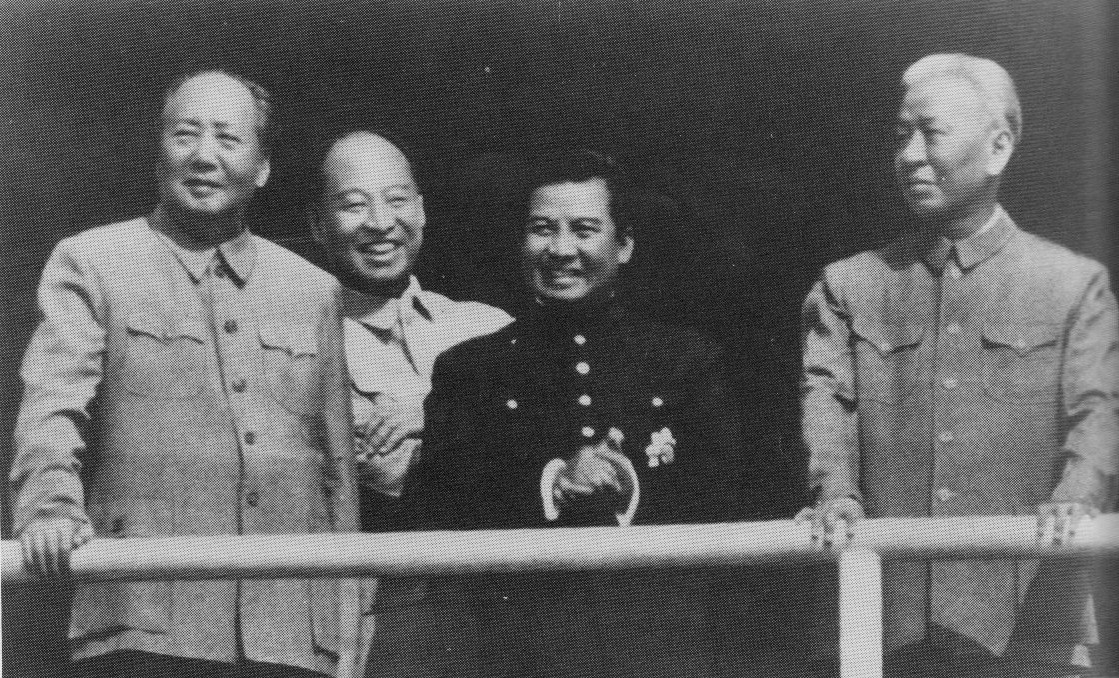
Từ trái sang: Mao Trạch Đông, Bành Chân, Norodom Sihanouk,Lưu Thiếu Kỳ. Ảnh năm 1965, Quốc trưởng Campuchia Norodom Sihanouk thăm Bắc Kinh.

Hai Thị trưởng đầu tiên, Diệp Kiếm Anh và Nhiếp Vinh Trăn đều là Nhà cách mạng, Nhà quân sự thế hệ đầu quan trọng trong lịch sử Trung Quốc. Thập đại Nguyên soái Diệp Kiếm Anh (1897 – 1986), Nguyên thủ quốc gia (1978 – 1983), Ủy viên trưởng Nhân Đại, Ủy viên Ban Thường vụ khóa X, XI, XII, Phó Chủ tịch thứ nhất Đảng, Phó Chú tịch Quân ủy, Bộ trưởng Bộ Quốc phòng, Bí thư Phân cục Hoa Đông. Ông đồng thời là Thị trưởng đầu tiên của Bắc Bình, Tỉnh trưởng Quảng Đông đầu tiên. Thập đại Nguyên soái Nhiếp Vinh Trăn (聂荣臻. 1899 – 1992), Uỷ viên Bộ Chính trị khóa VIII, XI, XII, Phó Tổng lý Quốc vụ viện, Phó Ủy viên trưởng Nhân Đại, Phó Chủ tịch Quân ủy, Tổng tham mưu trưởng Quân ủy. Ông là một Lãnh đạo cấp Phó Quốc gia, Thị trưởng Bắc Kinh (1949 – 1951), bị thanh trừng trong Cách mạng Văn hóa, quay trở lại vào năm 1979, là Phó Tư lệnh chiến dịch Việt – Trung, một cuộc hòa chiến tổn thất nghiêm trọng cả hai bên. Người giữ quyền tại Bắc Kinh là Bành Chân.

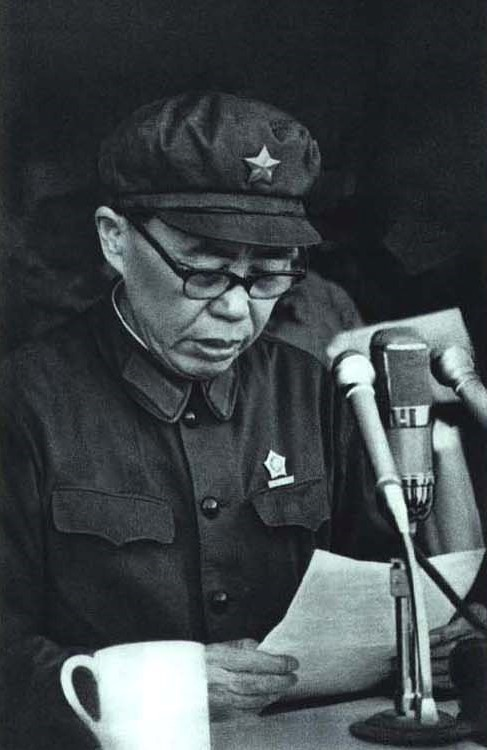
Thượng tướng Tạ Phú Trị (1909 – 1972), Bí thư kiêm Chủ nhiệm Bắc Kinh diễn giải cuộc chuyển giao 1967.

Sau đó, từ ngày 17 đến 23 tháng 8 năm 1954, tại cuộc họp Nhân Đại Bắc Kinh, Chính phủ Nhân dân thành phố Bắc Kinh được đổi tên thành Ủy ban Nhân dân thành phố Bắc Kinh. Thị trưởng Ủy ban tiếp tục là Bành Chân. Bành Chân là Bí thư Bắc Kinh, lãnh đạo tối cao Bắc Kinh thời gian này, ông kiêm nhiệm Thị trưởng Bắc Kinh liên tục từ năm 1951 đến năm 1966. Bành Chân (彭真. 1902 – 1997), Ủy viên trưởng Nhân Đại, Ủy viên Bộ Chính trị khóa VII, VIII, XI, XII, Bí thư Ban Bí thư, Bí thư Chính Pháp, Trưởng Ban Tổ chức, Phó Chủ tịch Chính Hiệp. Ông là Lãnh đạo Quốc gia. Trong thời kỳ Đại Cách mạng, ông bị thanh trừng, bắt giam nhưng quay trở lại khi Đặng Tiểu Bình lãnh đạo, kế nhiệm Diệp Kiếm Anh ở vị trí Ủy viên trưởng, công tác cho đến khi qua đời. Kế nhiệm Thị trưởng Bắc Kinh là Ngô Đức, giai đoạn 1966 – 1967. Vào ngày 20 tháng 4 năm 1967, Ủy ban Nhân dân Bắc Kinh được giải thể, Ủy ban Cách mạng thành phố Bắc Kinh được thành lập. Chủ nhiệm Ủy ban là Tạ Phú Trị, giai đoạn 1967 – 1972 rồi tới Ngô Đức quay trở lại lãnh đạo, là Chủ nhiệm Ủy ban giai đoạn 1972 – 1978. Cả hai người đều là lãnh đạo tối cao Bắc Kinh những năm cầm quyền, là Lãnh đạo cấp Phó Quốc gia. Ngô Đức (吴德. 1913 – 1995), Ủy viên Bộ Chính trị khóa XI, Bí thư Bắc Kinh, Bí thư Thiên Tân, Phó Ủy viên trưởng Nhân Đại, Lãnh đạo cấp Phó Quốc gia. Tạ Phú Trị (谢富治. 1909 – 1972), Thượng tướng, Uỷ viên Bộ Chính trị khóa VIII, Phó Tổng lý Quốc vụ viện, Bí thư Ban Bí thư, Bí thư Bắc Kinh, Bộ trưởng Bộ Công an. Ông là Lãnh đạo cấp Phó Quốc gia, qua đời năm 1972 khi còn đang công tác tại Quốc vụ viện, Phó Tổng lý. Chủ nhiệm thứ ba là Lâm Hồ Gia (林乎加. 1916 – 2018).

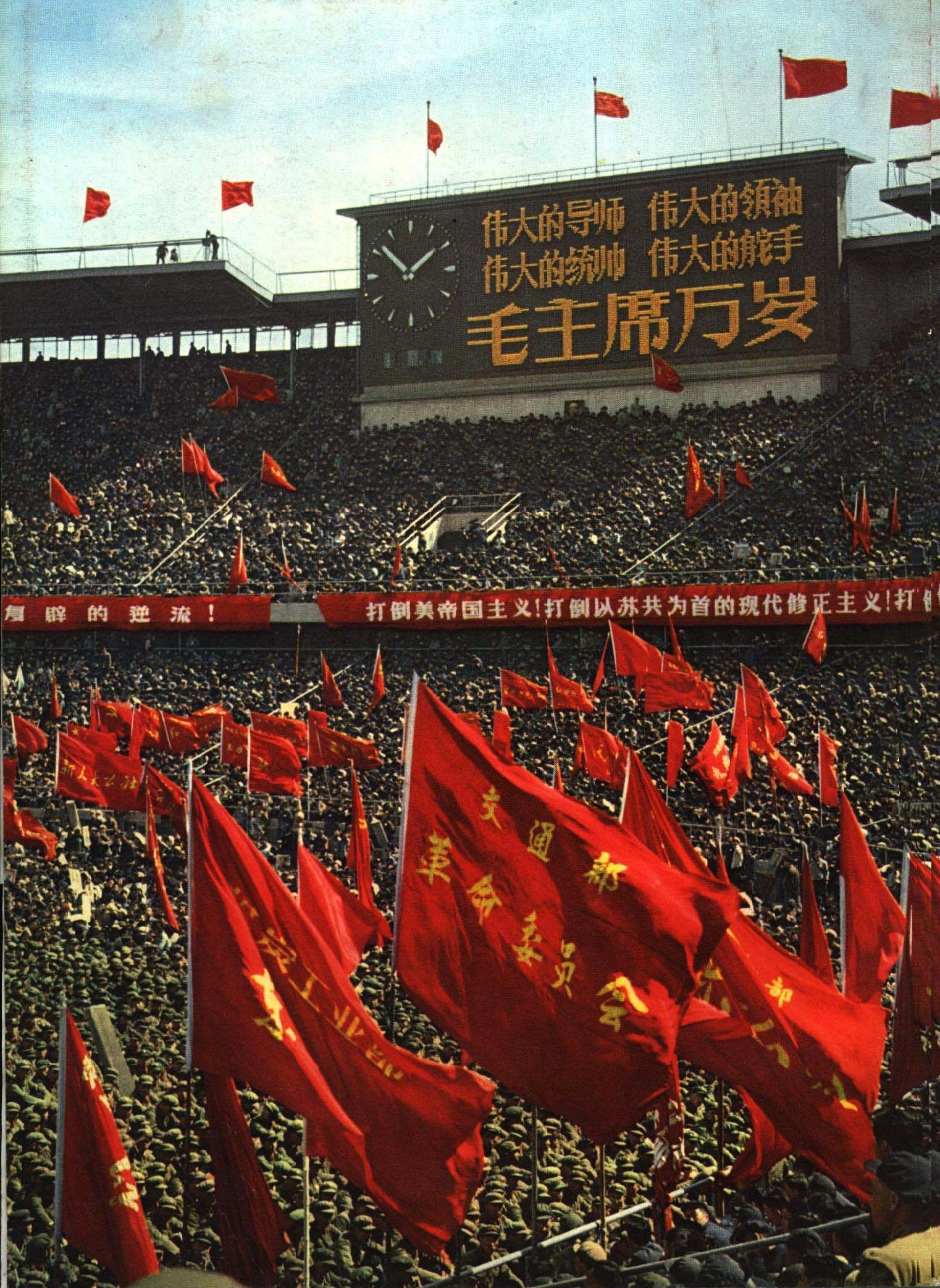
Thành lập Ủy ban Cách mạng Bắc Kinh năm 1967.

Trong cuộc Cách mạng Văn hóa từ năm 1966 đến 1976, phong trào Hồng vệ binh bắt đầu ở Bắc Kinh và Chính quyền thành phố, bao gồm Chính phủ Bắc Kinh trở thành nạn nhân của một trong những cuộc thanh trừng đầu tiên. Đến mùa thu năm 1966, tất cả các trường học trong thành phố đã đóng cửa và hơn một triệu Hồng vệ binh từ khắp nơi đất nước đã tập trung tại Bắc Kinh, với các cuộc tập hợp tại Quảng trường Thiên An Môn cùng Mao Trạch Đông. Vào tháng 4 năm 1976, một cuộc tập hợp lớn của người dân Bắc Kinh đã bắt đầu diễn ra, nhằm chống lại Tứ nhân bang và Cách mạng Văn hóa tại Quảng trường Thiên An Môn, nhưng đã bị đàn áp mạnh mẽ. Sau đó, Tứ nhân bang bị bắt tại Trung Nam Hải và Cách mạng Văn hóa kết thúc. Năm 1978, Đặng Tiểu Bình trở thành lãnh tụ tối cao, tiến hành cải cách mở cửa Trung Quốc, nước này đi lên về kinh tế cho đến ngày nay.

### Từ thời đổi mới

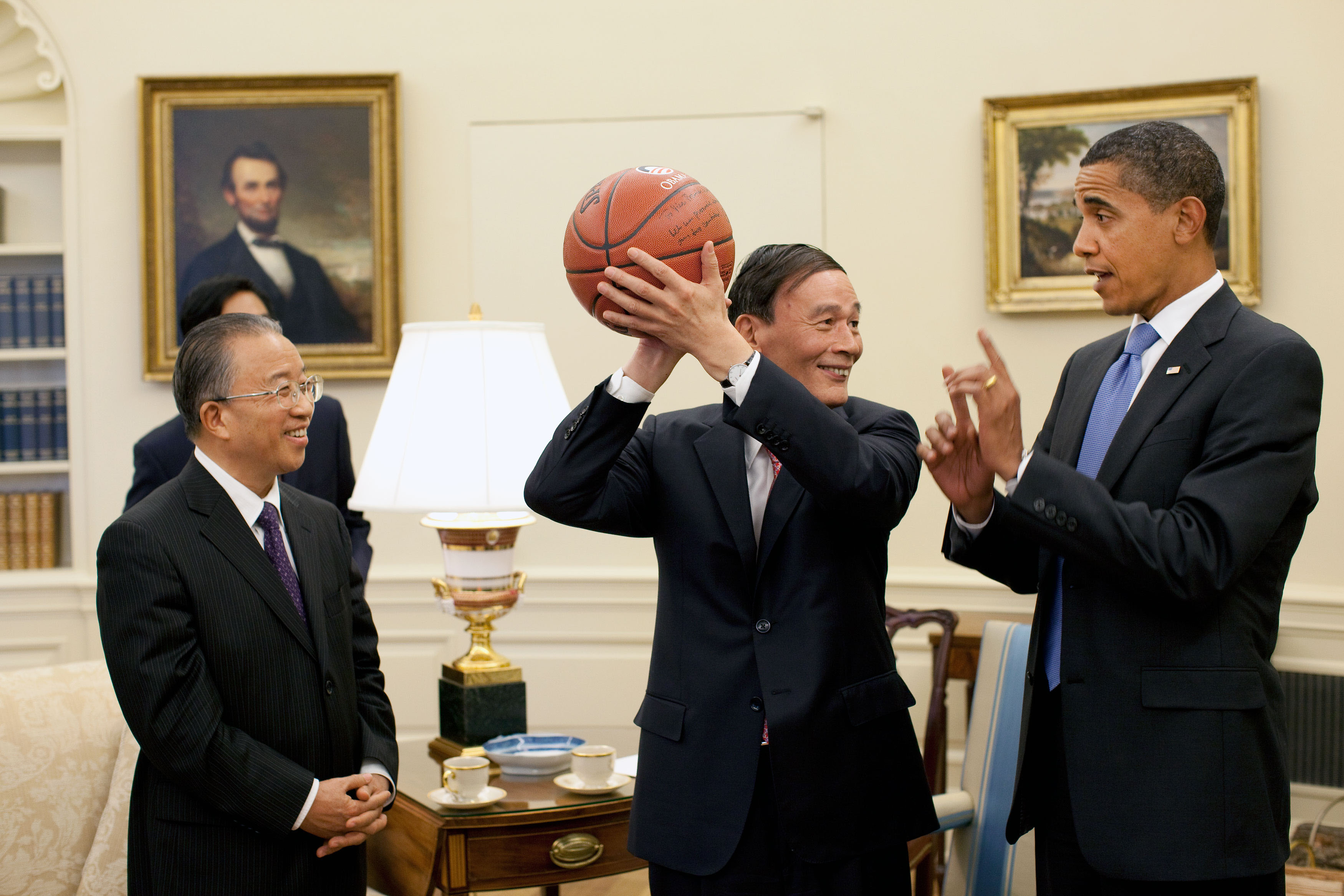
Phó Tổng lý Vương Kỳ Sơn, Ủy viên Quốc vụ Đới Bỉnh Quốc gặp gỡ Tổng thống thứ 44 Hoa Kỳ Barack Obama tại Phòng Bầu dục năm 2009.

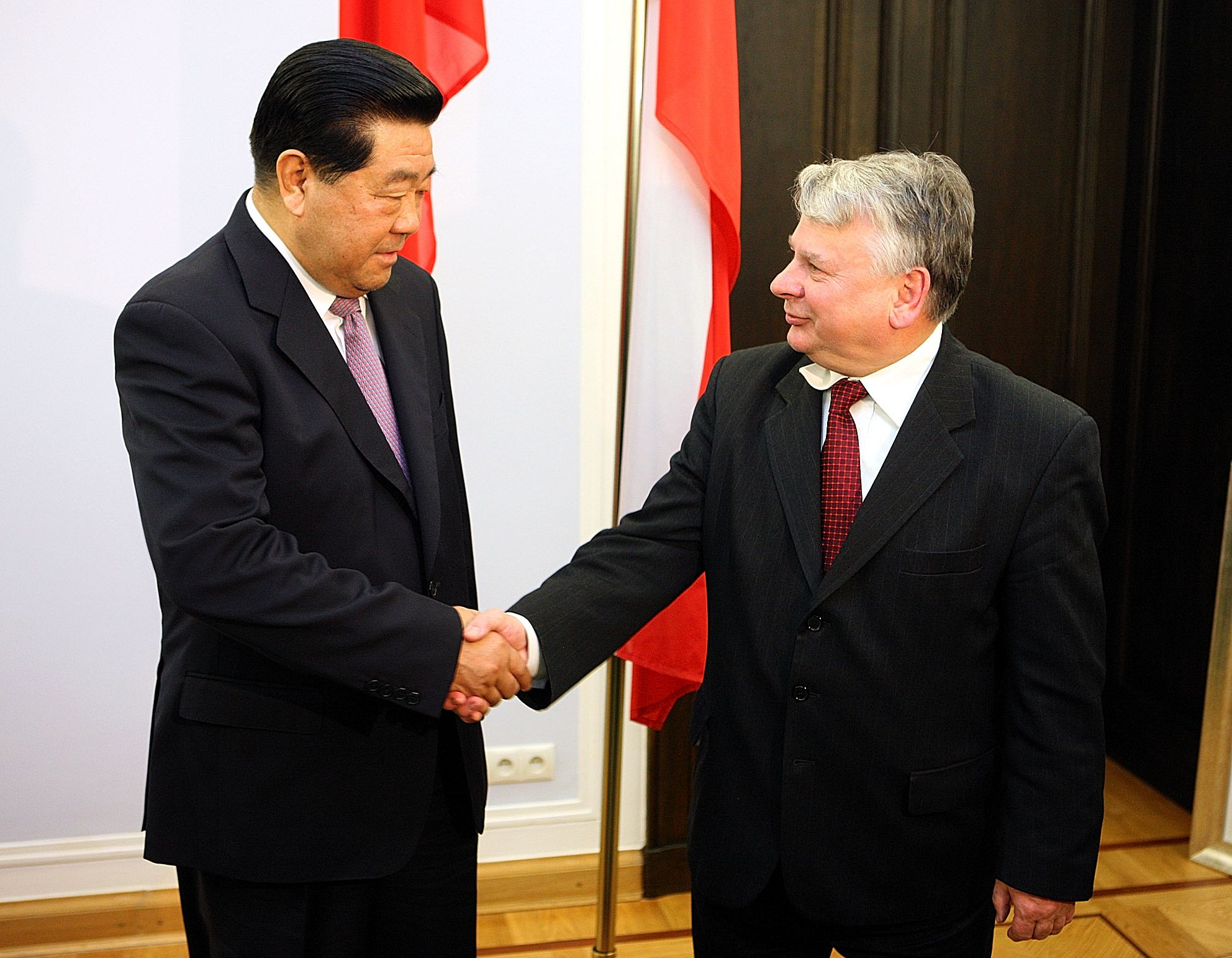
Chủ tịch Chính Hiệp Giả Khánh Lâm gặp gỡ Chủ tịch Thượng viện Ba Lan Bogdan Borusewicz tại Warszawa năm 2010.

Cuộc họp thứ ba của Nhân Đại Bắc Kinh lần thứ bảy, được tổ chức từ ngày 06 đến ngày 13 tháng 12 năm 1979, đã quyết định giải thể Ủy ban Cách mạng thành phố Bắc Kinh và khôi phục Chính phủ Nhân dân thành phố Bắc Kinh cho đến nay. Lâm Hồ Gia tiếp tục là Thị trưởng giai đoạn 1978 – 1981. Các Thị trưởng Bắc Kinh tiếp theo là Tiêu Nhược Ngu (焦若愚. 1915 – 2020) giai đoạn 1981 – 1983, Trần Hy Đồng giai đoạn 1983 – 1993, Lý Kì Viêm (李其炎. 1938) giai đoạn 1993 – 1996, Giả Khánh Lâm giai đoạn 1996 – 1999, Lưu Kỳ giai đoạn 1999 – 2003, Mạnh Học Nông (孟学农. 1949) chỉ bốn tháng năm 2003, Vương Kỳ Sơn giai đoạn 2003 – 2007, Quách Kim Long giai đoạn 2007 – 2012, Vương An Thuận (王安顺. 1957) giai đoạn 2012 – 2016, Thái Kỳ giai đoạn 2016 – 2017 và Trần Cát Ninh đương nhiệm. Giai đoạn 1979 – 2020, có tới sáu Thị trưởng Bắc Kinh tiếp tục thăng cấp, trở thành Lãnh đạo cấp Phó Quốc gia, Lãnh đạo Quốc gia. Đó là Trần Hy Đồng (陈希同. 1930 – 2013), Ủy viên Bộ Chính trị khóa XI, Bí thư Bắc Kinh, Ủy viên Quốc vụ. Lãnh đạo cấp Phó Quốc gia. Ông làm Thị trưởng 10 năm, nhưng đã bị bắt và khai trừ năm 1995 khi đang là Bí thư Bắc Kinh vì vi phạm tội tham nhũng, khai trừ khỏi Đảng, tù 12 năm, một cán bộ cao cấp bị xử lý. Giả Khánh Lâm (贾庆林. 1940), Ủy viên Ban Thường vụ (vị trí thứ tư khóa XVI, XVII), Chủ tịch Chính Hiệp (2003 – 2013), Bí thư Bắc Kinh. Ông là Lãnh đạo Quốc gia vị trí thứ tư. Lưu Kỳ (刘淇. 1942), Ủy viên Bộ Chính trị khóa XVI, XVII, Bí thư Bắc Kinh. Ông là Lãnh đạo cấp Phó Quốc gia, lãnh đạo Bắc Kinh những năm mà Thế vận hội khai mạc, ông là trưởng bản tổ chức Olympic 2008. Vương Kỳ Sơn (王岐山. 1948), Ủy viên Ban Thường vụ (vị trí thứ sáu khóa XVIII), Bí thư Ủy ban Kiểm tra Kỷ luật, Phó Tổng lý Quốc vụ viện. Ông là Lãnh đạo Quốc gia vị trí thứ sáu 2012 – 2017. Theo lý thuyết, vào năm 2017, ông 70 tuổi, đã đến lúc nghỉ hưu, như được Tập Cận Bình giữ lại ở vị trí Phó Chủ tịch Trung Quốc đương nhiệm, hỗ trợ lãnh tụ. Quách Kim Long (郭金龙. 1947), Ủy viên Bộ Chính trị XVIII, Bí thư Bắc Kinh. Ông là Lãnh đạo cấp Phó Quốc gia. Thái Kỳ (蔡奇. 1955), Ủy viên Bộ Chính trị khóa XIX, Bí thư Bắc Kinh. Ông là Lãnh đạo cấp Phó Quốc gia, thuộc Quân Chiết Giang Tập Cận Bình, được thăng cấp từ Phó Chánh Văn phòng An ninh Quốc gia lên Thị trưởng Bắc Kinh, Bí thư Bắc Kinh chỉ trong hai năm 2016 – 2017, là Bí thư Bắc Kinh đương nhiệm. Ngoài ra, còn có tình huống đặc biệt đối với Thị trưởng Mạnh Học Nông. Ông chỉ công tác bốn tháng ở thủ đô, từ chức vì Sự kiện SARS, dịch bệnh nghiêm trọng ở Bắc Kinh. Ông và Vương Kỳ Sơn đều là con rể của Thường vụ Ủy viên, Phó Tổng lý thứ nhất Diêu Y Lâm. Hiện tại, Thị trưởng Trần Cát Ninh (陈吉宁. 1964) được bầu khi 53 tuổi, trẻ nhất giai đoạn 1967 – 2020, trước đó ông là Hiệu trưởng Đại học Thanh Hoa (cấp Phó Tỉnh – Phó Bộ) giai đoạn 2012 – 2015, khi 48 tuổi, Bộ trưởng Bộ Bảo vệ Môi trường (2015 – 2017).
Vào ngày 30 tháng 12 năm 2015, lễ khởi công xây dựng Khu vực hành chính thành phố Bắc Kinh diễn ra ở quận Thông Châu. Từ tháng 1 năm 2017, đã kiến thiết khu vực. Theo kế hoạch, vào cuối năm 2017, Chính phủ Nhân dân thành phố Bắc Kinh và một số ủy ban liên kết của thành phố sẽ bắt đầu đợt di dời đầu tiên. Vào tháng 10 năm 2018, Ủy ban Trung ương và Quốc vụ viện đã phê chuẩn Kế hoạch cải cách thành phố Bắc Kinh. Vào ngày 10 tháng 1 năm 2019, Chính quyền Nhân dân thành phố Bắc Kinh trụ sở quận Đông Thành chính thức di dời về Thông Châu. Vào ngày 11 tháng 1, các cơ quan chủ lực gồm Thành ủy Bắc Kinh, Chính phủ Bắc Kinh, Nhân Đại Bắc Kinh, Chính Hiệp Bắc Kinh chính thức đặt trụ sở mới, là Khu Phó trung tâm thành thị Bắc Kinh.

## Danh sách Thị trưởng Chính phủ Nhân dân thành phố Bắc Kinh
Từ năm 1949 đến nay, Chính phủ Nhân dân thành phố Bắc Kinh có 16 Thị trưởng Chính phủ Nhân dân.
| STT                                                             | Họ tên                                                         | Quê quán                                                       | Sinh năm                                                       | Nhiệm kỳ                                                       | Chức vụ về sau (gồm hiện) quan trọng | Chức vụ trước, tình trạng |
| Thị trưởng Chính phủ Nhân dân thành phố Bắc Bình (1948 - 1949)  | Thị trưởng Chính phủ Nhân dân thành phố Bắc Bình (1948 - 1949) | Thị trưởng Chính phủ Nhân dân thành phố Bắc Bình (1948 - 1949) | Thị trưởng Chính phủ Nhân dân thành phố Bắc Bình (1948 - 1949) | Thị trưởng Chính phủ Nhân dân thành phố Bắc Bình (1948 - 1949) | Thị trưởng Chính phủ Nhân dân thành phố Bắc Bình (1948 - 1949) | Thị trưởng Chính phủ Nhân dân thành phố Bắc Bình (1948 - 1949)                                                                               |
| --------------------------------------------------------------- | -------------------------------------------------------------- | -------------------------------------------------------------- | -------------------------------------------------------------- | -------------------------------------------------------------- | --- | --- |
| 1                                                               | Diệp Kiếm Anh                                                  | Mai Huyện Quảng Đông.                                          | 1897 - 1986                                                    | 12/1948 - 09/1949                                              | Nguyên thủ quốc gia hạng cận tối cao (1978 - 1983), Thập đại Nguyên soái Cộng hòa Nhân dân Trung Hoa, Nguyên Ủy viên trưởng Ủy ban Thường vụ Đại hội Đại biểu Nhân dân Toàn quốc (1978 - 1983), Nguyên Ủy viên Ban Thường vụ Bộ Chính trị Đảng Cộng sản Trung Quốc khóa X, XI, XII (vị trí thứ hai), Nguyên Phó Chủ tịch thứ nhất Đảng Cộng sản Trung Quốc, Nguyên Phó Chú tịch Quân ủy Trung ương Trung Quốc, Nguyên Bí thư thứ nhất Tỉnh ủy tỉnh Quảng Đông, Nguyên Tổng Thư ký Quân ủy Trung ương Trung Quốc, Nguyên Bộ trưởng Bộ Quốc phòng Trung Quốc, Nguyên Bí thư Phân cục Hoa Đông Trung ương Đảng Cộng sản Trung Quốc, Nguyên Tỉnh trưởng Chính phủ Nhân dân tỉnh Quảng Đông, Nguyên Viện trưởng Viện Hàn lâm Khoa học Quân sự Trung Quốc. | Nhà cách mạng, Nhà quân sự, Lãnh đạo quốc gia, Thị trưởng Bắc Bình đầu tiên, Tỉnh trưởng Quảng Đông đầu tiên, qua đời năm 1986 tại Bắc Kinh. |
| 2                                                               | Nhiếp Vinh Trăn 聂荣臻                                         | Tứ Xuyên nay Trùng Khánh                                       | 1899 - 1992                                                    | 09/1949                                                        | Nguyên soái Cộng hòa Nhân dân Trung Hoa (Thập Đại). | Qua đời năm 1992 tại Bắc Kinh. |
| Thị trưởng Chính phủ Nhân dân thành phố Bắc Kinh (1949 - 1955)  |                                                                |                                                                |                                                                |                                                                | | |
| 2                                                               | Nhiếp Vinh Trăn 聂荣臻                                         | Tứ Xuyên nay Trùng Khánh                                       | 1899 - 1992                                                    | 09/1949 - 02/1951                                              | Nguyên soái Cộng hòa Nhân dân Trung Hoa (Thập Đại), Nguyên Uỷ viên Bộ Chính trị Đảng Cộng sản Trung Quốc khóa VIII, XI, XII, Nguyên Phó Tổng lý Quốc vụ viện Trung Quốc, Nguyên Phó Ủy viên trưởng Ủy ban Thường vụ Đại hội Đại biểu Nhân dân Toàn quốc, Nguyên Phó Chủ tịch Ủy ban Quân sự Trung ương Đảng Cộng sản Trung Quốc, Nguyên Tổng tham mưu trưởng Bộ Tổng tham mưu Quân ủy Trung ương Đảng, Nguyên Bộ trưởng Bộ Khoa học Kỹ thuật Trung Quốc (đã giải thể). | Lãnh đạo Bắc Kinh đầu tiên. Nhà quân sự, Lãnh đạo cấp Phó Quốc gia. Qua đời năm 1992 tại Bắc Kinh.                                           |
| 3                                                               | Bành Chân 彭真                                                 | Lâm Phần Sơn Tây                                               | 1902 - 1997                                                    | 02/1951 - 08/1954                                              | Nguyên Ủy viên trưởng Ủy ban Thường vụ Đại hội Đại biểu Nhân dân Toàn quốc, Phó Ủy viên trưởng thứ nhất. | Qua đời năm 1998 tại Bắc Kinh. |
| Thị trưởng Ủy ban Nhân dân thành phố Bắc Kinh (1955 - 1968)     |                                                                |                                                                |                                                                |                                                                | | |
| 3                                                               | Bành Chân 彭真                                                 | Lâm Phần Sơn Tây                                               | 1902 - 1997                                                    | 08/1954 - 05/1966                                              | Nguyên Ủy viên trưởng Ủy ban Thường vụ Đại hội Đại biểu Nhân dân Toàn quốc, Phó Ủy viên trưởng thứ nhất, Nguyên Uỷ viên Bộ Chính trị Đảng Cộng sản Trung Quốc khóa VII, VIII, XI, XII, Nguyên Bí thư Ban Bí thư Ủy ban Trung ương Đảng Cộng sản Trung Quốc, Nguyên Bí thư Ủy ban Chính trị Pháp luật Trung ương Đảng Cộng sản Trung Quốc, Nguyên Trưởng Ban Tổ chức Ủy ban Trung ương Đảng Cộng sản Trung Quốc, Nguyên Bí thư Thành ủy thành phố Bắc Kinh, Nguyên Phó Chủ tịch Ủy ban Toàn quốc Hội nghị Hiệp thương Chính trị Nhân dân Trung Quốc. | Lãnh đạo Quốc gia Ủy viên trưởng Nhân Đại (1983 - 1988). Qua đời năm 1998 tại Bắc Kinh.                                                      |
| 4                                                               | Ngô Đức 吴德                                                   | Phong Nhuận Hà Bắc                                             | 1913 - 1995                                                    | 05/1966 - 04/1967                                              | Nguyên Bí thư Thành ủy thành phố Bắc Kinh, Nguyên Bí thư Tỉnh ủy tỉnh Cát Lâm. | Qua đời năm 1995 tại Bắc Kinh. |
| Chủ nhiệm Ủy ban Cách mạng thành phố Bắc Kinh (1967 - 1980)     |                                                                |                                                                |                                                                |                                                                | | |
| 5                                                               | Tạ Phú Trị 谢富治                                              | Hoàng Cương Hồ Bắc                                             | 1909 - 1972                                                    | 04/1967 - 03/1972                                              | Thượng tướng Quân Giải phóng Nhân dân Trung Quốc, Nguyên Uỷ viên Bộ Chính trị Đảng Cộng sản Trung Quốc khóa VIII, Nguyên Phó Tổng lý Quốc vụ viện Cộng hòa Nhân dân Trung Hoa, Nguyên Bí thư Ban Bí thư Ủy ban Trung ương Đảng Cộng sản Trung Quốc, Nguyên Bí thư Thành ủy thành phố Bắc Kinh, Nguyên Bộ trưởng Bộ Công an Cộng hòa Nhân dân Trung Hoa, Nguyên Bí thư Tỉnh ủy tỉnh Vân Nam. | Lãnh đạo cấp Phó Quốc gia. Qua đời năm 1972 tại Bắc Kinh.                                                                                    |
| 4                                                               | Ngô Đức 吴德                                                   | Phong Nhuận Hà Bắc                                             | 1913 - 1995                                                    | 03/1972 - 10/1978                                              | Nguyên Ủy viên Bộ Chính trị Đảng Cộng sản Trung Quốc khóa XI, Nguyên Phó Ủy viên trưởng Ủy ban Thường vụ Đại hội Đại biểu Nhân dân Toàn quốc, Nguyên Bí thư Thành ủy thành phố Bắc Kinh, Nguyên Bí thư Tỉnh ủy tỉnh Cát Lâm, Nguyên Thị trưởng Chính phủ Nhân dân thành phố Thiên Tân. | Lãnh đạo cấp Phó Quốc gia. Qua đời năm 1995 tại Bắc Kinh.                                                                                    |
| 6                                                               | Lâm Hồ Gia 林乎加                                              | Trường Đảo Sơn Đông                                            | 1916 - 2018                                                    | 10/1978 - 12/1978                                              | Nguyên Bí thư thứ nhất Thành ủy thành phố Bắc Kinh, Nguyên Bí thư thứ nhất Thành ủy thành phố Thiên Tân, Nguyên Bộ trưởng Bộ Nông nghiệp Trung Quốc. | Qua đời năm 2018 tại Bắc Kinh. |
| Thị trưởng Chính phủ Nhân dân thành phố Bắc Kinh (1980 đến nay) |                                                                |                                                                |                                                                |                                                                | | |
| 6                                                               | Lâm Hồ Gia 林乎加                                              | Trường Đảo Sơn Đông                                            | 1916 - 2018                                                    | 12/1978 - 01/1981                                              | Nguyên Bí thư thứ nhất Thành ủy thành phố Bắc Kinh, Nguyên Bí thư thứ nhất Thành ủy thành phố Thiên Tân, Nguyên Bộ trưởng Bộ Nông nghiệp Trung Quốc. | Qua đời năm 2018 tại Bắc Kinh. |
| 7                                                               | Tiêu Nhược Ngu 焦若愚                                          | Bình Đính Sơn Hà Nam                                           | 1915 - 2020                                                    | 01/1981 - 03/1983                                              | Nguyên Bộ trưởng Bộ Công nghiệp Trung Quốc (đã giải thể), Nguyên Đại sứ Trung Quốc tại Triều Tiên, Iran, Peru. | Qua đời năm 2020 tại Bắc Kinh. |
| 8                                                               | Trần Hy Đồng 陈希同                                            | Bắc Kinh                                                       | 1930 - 2013                                                    | 03/1983 - 02/1993                                              | Nguyên Ủy viên Bộ Chính trị Đảng Cộng sản Trung Quốc khóa XI, Nguyên Bí thư Thành ủy thành phố Bắc Kinh, Nguyên Ủy viên Quốc vụ. | Lãnh đạo cấp Phó Quốc gia. Bị khai trừ vì tham nhũng. Qua đời năm 2013 tại Bắc Kinh.                                                         |
| 9                                                               | Lý Kì Viêm 李其炎                                              | Tế Hà Sơn Đông                                                 | 1938                                                           | 02/1993 - 10/1996                                              | Nguyên Bộ trưởng Bộ Lao động Trung Quốc (nay là Bộ Nhân lực và An sinh xã hội Trung Quốc). | Trước đó là Phó Bí thư Bắc Kinh. |
| 10                                                              | Giả Khánh Lâm 贾庆林                                           | Thương Châu Hà Bắc                                             | 1940                                                           | 10/1996 - 02/1997 (kiêm quyền 1997 1999)                       | Nguyên Ủy viên Ban Thường vụ Bộ Chính trị Đảng Cộng sản Trung Quốc (vị trí thứ tư khóa XVI, XVII), Nguyên Chủ tịch Ủy ban Toàn quốc Hội nghị Hiệp thương Chính trị Nhân dân Trung Quốc, Nguyên Bí thư Thành ủy thành phố Bắc Kinh, Nguyên Bí thư Tỉnh ủy tỉnh Phúc Kiến, Nguyên Tỉnh trưởng Chính phủ Nhân dân tỉnh Phúc Kiến. | Lãnh đạo Quốc gia vị trí thứ tư 2003 - 2013. Chủ tịch Chính Hiệp.                                                                            |
| 11                                                              | Lưu Kỳ 刘淇                                                    | Thường Châu Giang Tô                                           | 1942                                                           | 02/1999 - 01/2003                                              | Nguyên Ủy viên Bộ Chính trị Đảng Cộng sản Trung Quốc khóa XVI, XVII, Nguyên Bí thư Thành ủy thành phố Bắc Kinh, Nguyên Bộ trưởng Bộ Công nghiệp Luyện kim Trung Quốc (đã giải thể), Nguyên Chủ tịch Ủy ban Tổ chức Thế vận hội Mùa hè 2008. | Lãnh đạo cấp Phó Quốc gia. Bí thư Bắc Kinh 2002 - 2012.                                                                                      |
| 12                                                              | Mạnh Học Nông 孟学农                                           | Bồng Lai Sơn Đông                                              | 1949                                                           | 01/2003 - 04/2003                                              | Nguyên Tỉnh trưởng Chính phủ Nhân dân tỉnh Sơn Tây. Nguyên Phó Bí thư Cơ cấu trực thuộc Trung ương Đảng Cộng sản Trung Quốc, Nguyên Chủ nhiệm Ủy ban Pháp chế Xã hội, Chính Hiệp Trung Quốc. | Từ chức vì Sự kiện SARS. |
| 13                                                              | Vương Kỳ Sơn 王岐山                                            | Thanh Đảo Sơn Đông                                             | 1948                                                           | 04/2003 - 11/2007                                              | Phó Chủ tịch nước Cộng hòa Nhân dân Trung Hoa, Nguyên Ủy viên Ban Thường vụ Bộ Chính trị Đảng Cộng sản Trung Quốc (vị trí thứ sáu khóa XVIII), Nguyên Bí thư Ủy ban Kiểm tra Kỷ luật Trung ương Đảng Cộng sản Trung Quốc, Nguyên Phó Tổng lý Quốc vụ viện Cộng hòa Nhân dân Trung Hoa, Nguyên Bí thư Tỉnh ủy tỉnh Hải Nam. | Lãnh đạo Quốc gia vị trí thứ sáu 2012 - 2017. Hiện là Phó Chủ tịch Trung Quốc.                                                               |
| 14                                                              | Quách Kim Long 郭金龙                                          | Nam Kinh Giang Tô                                              | 1947                                                           | 11/2007 - 07/2012                                              | Nguyên Ủy viên Bộ Chính trị Đảng Cộng sản Trung Quốc khóa XVIII, Nguyên Bí thư Thành ủy thành phố Bắc Kinh, Nguyên Bí thư Tỉnh ủy tỉnh An Huy, Nguyên Bí thư Khu ủy Khu tự trị Tây Tạng. | Lãnh đạo cấp Phó Quốc gia. Bí thư Bắc Kinh 2012 - 2017.                                                                                      |
| 15                                                              | Vương An Thuận 王安顺                                          | Tân HươngHà Nam                                                | 1957                                                           | 07/2012 - 10/2016                                              | Nguyên Bí thư Đảng ủy Trung tâm Nghiên cứu phát triển, Quốc vụ viện. Nguyên Chủ tịch Chính Hiệp Bắc Kinh. | Trước đó là Phó Bí thư Thành ủy thành phố Bắc Kinh.                                                                                          |
| 16                                                              | Thái Kỳ 蔡奇                                                   | Vưu Khê Phúc Kiến                                              | 1955                                                           | 10/2016 - 05/2017                                              | Ủy viên Bộ Chính trị Đảng Cộng sản Trung Quốc khóa 19 (2017-2022), Bí thư Thành ủy thành phố Bắc Kinh. | Lãnh đạo cấp Phó Quốc gia. Bí thư Bắc Kinh hiện tại.                                                                                         |
| 17                                                              | Trần Cát Ninh.                                                 | Cái Châu Liêu Ninh                                             | 1964                                                           | 05/2017 -                                                      | Ủy viên Ủy ban Trung ương Đảng Cộng sản Trung Quốc khóa XIX, Phó Bí thư Thành ủy thành phố Bắc Kinh, Thị trưởng Chính phủ Nhân dân thành phố Bắc Kinh, Nguyên Bộ trưởng Bộ Bảo vệ Môi trường Cộng hòa Nhân dân Trung Hoa, Nguyên Hiệu trưởng Đại học Thanh Hoa. | Trước đó là Bộ trưởng Bộ Bảo vệ Môi trường Cộng hòa Nhân dân Trung Hoa.                                                                      |

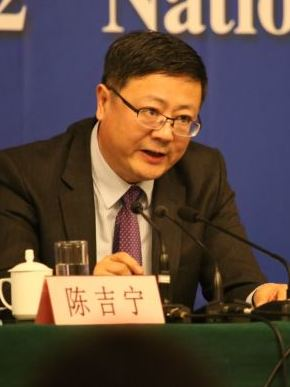
Trần Cát Ninh (1964), Thị trưởng Bắc Kinh 2017 - nay.
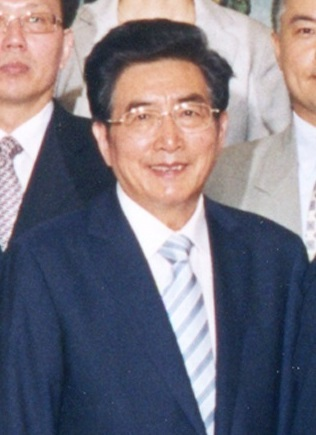
Quách Kim Long (1947), Lãnh đạo cấp Phó Quốc gia, Thị trưởng Bắc Kinh 2008 - 2012.
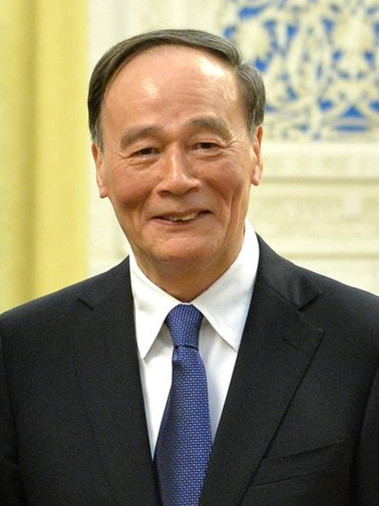
Vương Kỳ Sơn (1948) Bí thư Kiểm tra Kỷ luật, Lãnh đạo Quốc gia, Thị trưởng Bắc Kinh 2003 - 2007.
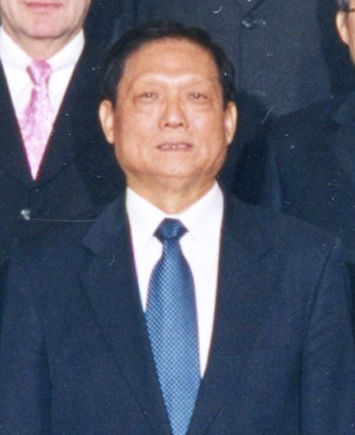
Lưu Kỳ (1942), Lãnh đạo cấp Phó Quốc gia, Thị trưởng Bắc Kính 1999 - 2003.
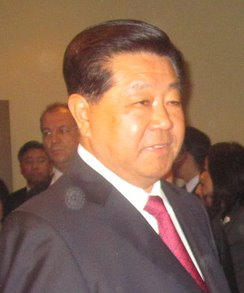
Giả Khánh Lâm (1940), Chủ tịch Chính Hiệp, Lãnh đạo Quốc gia, Thị trưởng Bắc Kinh 1996 - 1997.
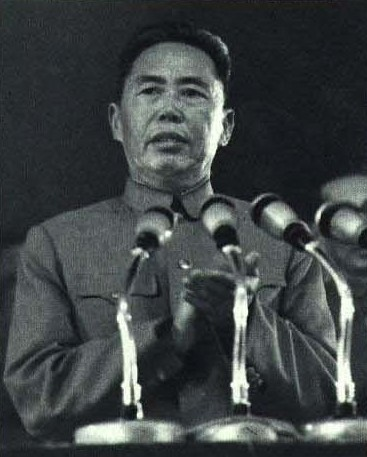
Thượng tướng Tạ Phú Trị (1909 - 1972), Lãnh đạo cấp Phó Quốc gia, Thị trưởng Bắc Kinh 1967 - 1972.
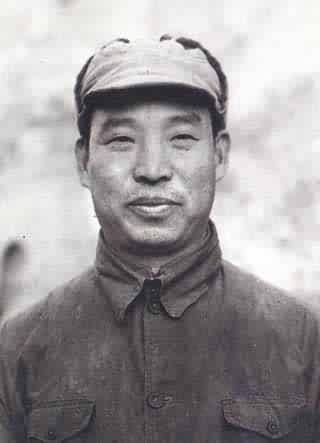
Bành Chân (1902 - 1997), Ủy viên trưởng, Lãnh đạo Quốc gia, Thị trưởng Bắc Kinh 1951 - 1966.
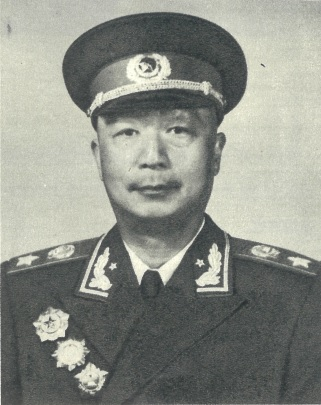
Nguyên soái Nhiếp Vinh Trăn (1899 - 1992), Lãnh đạo cấp Phó Quốc gia, Thị trưởng Bắc Kinh 1949 - 1951.
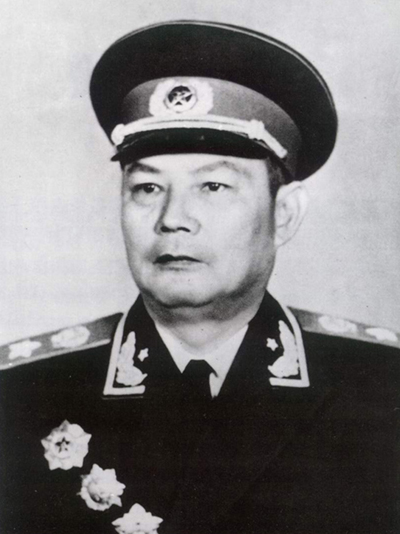
Nguyên soái Diệp Kiếm Anh (1897 - 1986), Ủy viên trưởng Nguyên thủ quốc gia, Lãnh đạo Quốc gia, Thị trưởng Bắc Bình đầu tiên 1948 - 1949.

## Tên gọi khác của chức vụ Thị trưởng Chính phủ Nhân dân

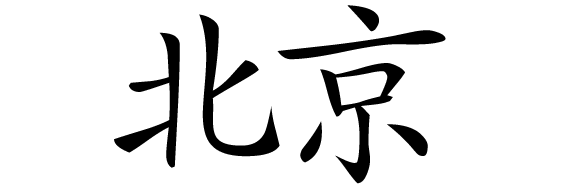
Bắc Kinh

#### Thị trưởng Chính phủ Nhân dân thành phố Bắc Kinh (1949 - 1955)
- Nhiếp Vinh Trăn, Thị trưởng Chính phủ Nhân dân thành phố Bắc Kinh (1949 - 1951).
- Bành Chân, Thị trưởng Chính phủ Nhân dân thành phố Bắc Kinh (1951 - 1954).

#### Thị trưởng Ủy ban Nhân dân thành phố Bắc Kinh (1955 - 1967)
- Bành Chân, Thị trưởng Ủy ban Nhân dân thành phố Bắc Kinh (1954 - 1966).
- Ngô Đức, Thị trưởng Ủy ban Nhân dân thành phố Bắc Kinh (1966 - 1967).

#### Chủ nhiệm Ủy ban Cách mạng thành phố Bắc Kinh (1967 - 1979)
- Tạ Phú Trị, Chủ nhiệm Ủy ban Cách mạng thành phố Bắc Kinh (1967 - 1972).
- Ngô Đức, Chủ nhiệm Ủy ban Cách mạng thành phố Bắc Kinh (1972 - 1978).
- Lâm Hồ Gia, Chủ nhiệm Ủy ban Cách mạng thành phố Bắc Kinh (1978).

## Các lãnh đạo quốc gia Trung Quốc từng là Thị trưởng Chính phủ Nhân dân thành phố Bắc Kinh

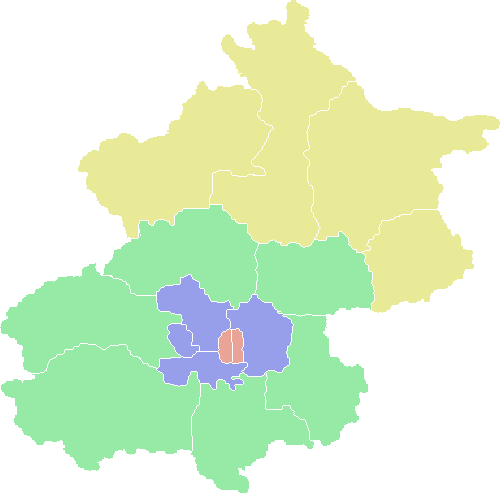
Bản đồ Bắc Kinh

Bắc Kinh, thành phố thủ đô nước Cộng hòa Nhân Dân Trung Hoa từ khi nước được thành lập cho đến nay. Thị trưởng Bắc Kinh là vị trí lãnh đạo hành chính thành phố, đứng ở vị trí thứ hai, chỉ sau Bí thư Bắc Kinh. Từ năm 1949 đến 2020, Bắc Kinh có tổng cộng 17 Thị trưởng, có 9/17 Thị trưởng sau đó thăng cấp trở thành Bí thư Bắc Kinh. Trong số 16 Thị trưởng đó, có tới bốn người sau đó trở thành Lãnh đạo Quốc gia, đó là:
- Diệp Kiếm Anh[27] (1897 - 1986), Nguyên thủ quốc gia hạng cận tối cao (1978 - 1983), Thập đại Nguyên soái Cộng hòa Nhân dân Trung Hoa, Ủy viên trưởng Ủy ban Thường vụ Đại hội Đại biểu Nhân dân Toàn quốc (1978 - 1983), Ủy viên Ban Thường vụ Bộ Chính trị Đảng Cộng sản Trung Quốc khóa X, XI, XII (vị trí thứ hai), Phó Chủ tịch thứ nhất Đảng Cộng sản Trung Quốc, Phó Chú tịch Quân ủy Trung ương Trung Quốc, Bí thư thứ nhất Tỉnh ủy tỉnh Quảng Đông, Tổng Thư ký Quân ủy Trung ương Trung Quốc, Bộ trưởng Bộ Quốc phòng Trung Quốc, Bí thư Phân cục Hoa Đông Trung ương Đảng Cộng sản Trung Quốc, Viện trưởng Viện Hàn lâm Khoa học Quân sự Trung Quốc. Ông là Nhà cách mạng, Nhà quân sự thời điểm ban đầu, Ủy viên trưởng Nhân Đại, Lãnh đạo Quốc gia cận tối cao. Ông cũng là Thị trưởng Bắc Bình, tiền đề của Bắc Kinh đầu tiên, Tỉnh trưởng Quảng Đông đầu tiên.
- Bành Chân[29] (1902 - 1997), Nguyên Ủy viên trưởng Ủy ban Thường vụ Đại hội Đại biểu Nhân dân Toàn quốc, Phó Ủy viên trưởng thứ nhất, Ủy viên Bộ Chính trị Đảng Cộng sản Trung Quốc khóa VII, VIII, XI, XII, Bí thư Ban Bí thư Ủy ban Trung ương Đảng Cộng sản Trung Quốc, Bí thư Ủy ban Chính trị Pháp luật Trung ương Đảng Cộng sản Trung Quốc, Trưởng Ban Tổ chức Ủy ban Trung ương Đảng Cộng sản Trung Quốc, Bí thư Thành ủy thành phố Bắc Kinh, Phó Chủ tịch Ủy ban Toàn quốc Hội nghị Hiệp thương Chính trị Nhân dân Trung Quốc. Ủy viên trưởng Nhân Đại, Lãnh đạo Quốc gia. Trong thời kỳ Đại Cách mạng Văn hóa vô sản, ông bị thanh trừng, bắt giam nhưng quay trở lại khi Đặng Tiểu Bình lãnh đạo, công tác cho đến khi qua đời.
- Giả Khánh Lâm[35] (1940), Ủy viên Ban Thường vụ Bộ Chính trị Đảng Cộng sản Trung Quốc (vị trí thứ tư khóa XVI, XVII), Chủ tịch Ủy ban Toàn quốc Hội nghị Hiệp thương Chính trị Nhân dân Trung Quốc, Bí thư Thành ủy thành phố Bắc Kinh. Ông là Chủ tịch Chính Hiệp 2003 - 2013, Lãnh đạo Quốc gia vị trí thứ tư.
- Vương Kỳ Sơn[19] (1948), Phó Chủ tịch nước Cộng hòa Nhân dân Trung Hoa, Ủy viên Ban Thường vụ Bộ Chính trị Đảng Cộng sản Trung Quốc (vị trí thứ sáu khóa XVIII), Bí thư Ủy ban Kiểm tra Kỷ luật Trung ương Đảng Cộng sản Trung Quốc, Phó Tổng lý Quốc vụ viện Cộng hòa Nhân dân Trung Hoa. Ông là Bí thư Kiểm Kỷ, Lãnh đạo Quốc gia vị trí thứ sáu 2012 - 2017. Ông vẫn đang là Phó Chủ tịch Trung Quốc đương nhiệm.

Có tới bảy người là Lãnh đạo cấp Phó Quốc gia hay chức vụ cấp Phó Quốc gia về sau, đó là:
- Nhiếp Vinh Trăn[28] (1899 - 1992), Nguyên soái Cộng hòa Nhân dân Trung Hoa (Thập Đại), Uỷ viên Bộ Chính trị Đảng Cộng sản Trung Quốc khóa VIII, XI, XII, Phó Tổng lý Quốc vụ viện Trung Quốc, Phó Ủy viên trưởng Ủy ban Thường vụ Đại hội Đại biểu Nhân dân Toàn quốc, Phó Chủ tịch Ủy ban Quân sự Trung ương Đảng Cộng sản Trung Quốc, Tổng tham mưu trưởng Bộ Tổng tham mưu Quân ủy Trung ương Đảng. Lãnh đạo cấp Phó Quốc gia.
- Tạ Phú Trị[31] (1909 - 1972), Thượng tướng Quân Giải phóng Nhân dân Trung Quốc, Uỷ viên Bộ Chính trị Đảng Cộng sản Trung Quốc khóa VIII, Phó Tổng lý Quốc vụ viện Cộng hòa Nhân dân Trung Hoa, Bí thư Ban Bí thư Ủy ban Trung ương Đảng Cộng sản Trung Quốc, Bí thư Thành ủy thành phố Bắc Kinh, Bộ trưởng Bộ Công an Cộng hòa Nhân dân Trung Hoa. Ông là Lãnh đạo cấp Phó Quốc gia, qua đời năm 1972 khi còn đang công tác tại Quốc vụ viện, Phó Tổng lý.
- Ngô Đức (1913 - 1995), Ủy viên Bộ Chính trị Đảng Cộng sản Trung Quốc khóa XI, Bí thư thứ nhất Thành ủy thành phố Bắc Kinh, Bí thư thứ nhất Thành ủy thành phố Thiên Tân, Phó Ủy viên trưởng Ủy ban Thường vụ Đại hội Đại biểu Nhân dân Toàn quốc, Lãnh đạo cấp Phó Quốc gia.
- Trần Hy Đồng[34] (1930 - 2013), Ủy viên Bộ Chính trị Đảng Cộng sản Trung Quốc khóa XI, Bí thư Thành ủy thành phố Bắc Kinh, Ủy viên Quốc vụ. Lãnh đạo cấp Phó Quốc gia, bị bắt và khai trừ năm 1995 vì vi phạm tội tham nhũng, khai trừ khỏi Đảng, tù 12 năm.
- Lưu Kỳ[18] (1942), Ủy viên Bộ Chính trị Đảng Cộng sản Trung Quốc khóa XVI, XVII, Bí thư Thành ủy thành phố Bắc Kinh, Chủ tịch Ủy ban Tổ chức Thế vận hội Mùa hè 2008. Ông là Lãnh đạo cấp Phó Quốc gia, lãnh đạo Bắc Kinh những năm mà Thế vận hội khai mạc, ông là trưởng bản tổ chức Olympic.
- Quách Kim Long[20] (1947), Ủy viên Bộ Chính trị Đảng Cộng sản Trung Quốc khóa XVIII, Bí thư Thành ủy thành phố Bắc Kinh. Ông là Lãnh đạo cấp Phó Quốc gia.
- Thái Kỳ[21] (1955), Ủy viên Bộ Chính trị Đảng Cộng sản Trung Quốc khóa XIX, Bí thư Thành ủy thành phố Bắc Kinh. Ông là Lãnh đạo cấp Phó Quốc gia, thuộc Quân Chiết Giang Tập Cận Bình, là Bí thư Bắc Kinh đương nhiệm.